# Hepialoidea
Hepialoidea là một liên họ "bướm ma" và "swift moths".

## Hóa thạch
Hóa thạch Hepialoidea có một ít. Prohepialus (có thể Hepialidae) được miêu tả từ khoảng 35 triệu năm tuổi Bembridge Marls of Isle of Wight. Hóa thạch Hepialoidea Miocen giữa cũng được phát hiện ở China.

## Hình ảnh

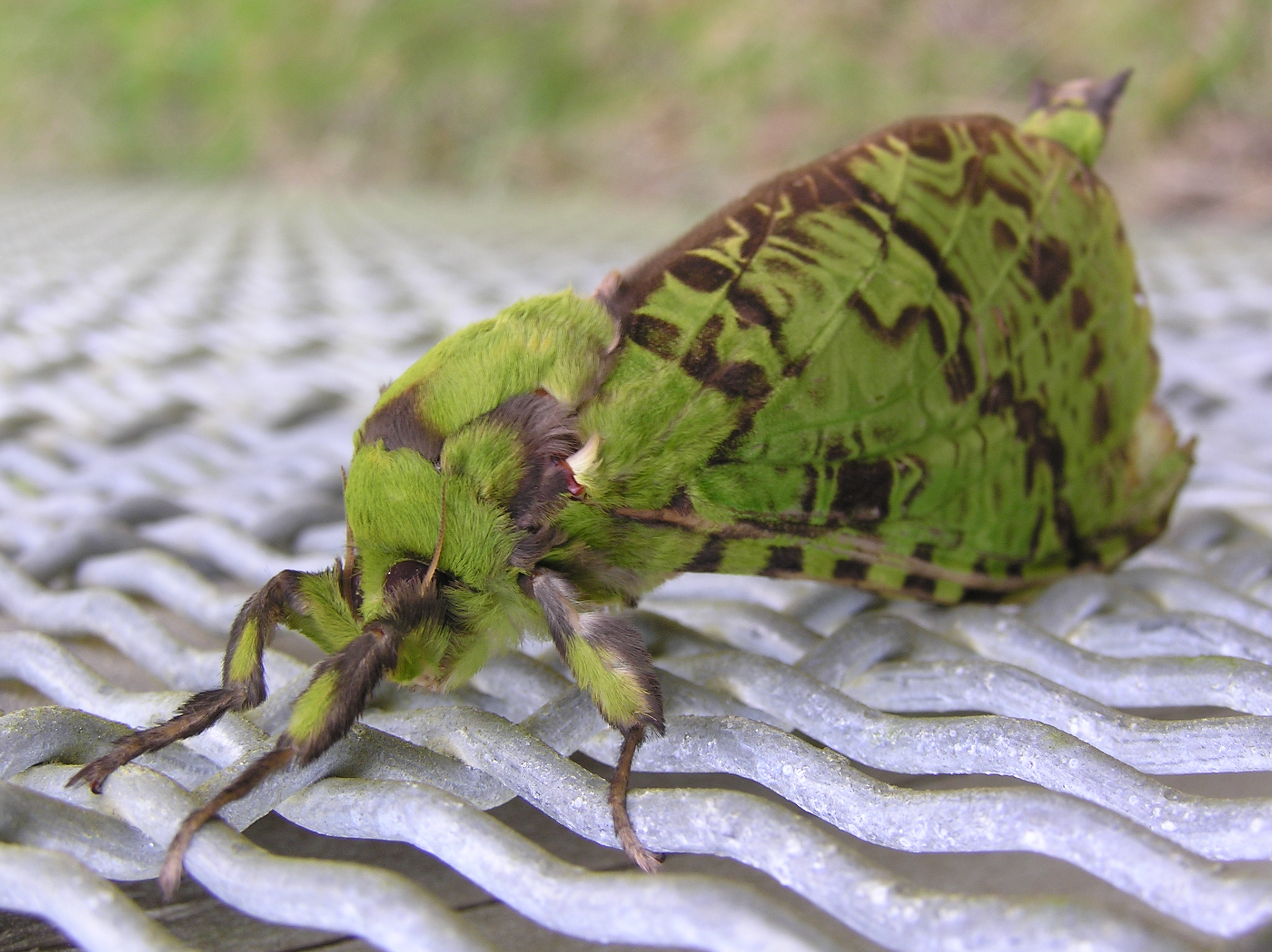